# Uropterygius
Uropterygius – rodzaj ryb węgorzokształtnych z podrodziny Uropterygiinae w obrębie rodziny murenowatych (Muraenidae).

## Rozmieszczenie geograficzne
Indo-Pacyfik i Ocean Atlantycki. Większość gatunków występuje w Oceanie Indyjskim i zachodniej części Oceanu Spokojnego, kilka w Morzu Czerwonym, w tym niektóre endemity. 

## Morfologia
Długość ciała do 80 cm; masa ciała (największa opublikowana) 41,5 g.

## Systematyka
Rodzaj zdefiniował w 1838 roku niemiecki przyrodnik Eduard Rüppell w rozdziale dotyczącym ryb z Morza Czerwonego, z publikacji własnego autorstwa poświęconej nowym kręgowcom należącym do fauny Abisynii. Gatunkiem typowym jest (oznaczenie monotypowe) U. concolor.

### Etymologia
- Uropterygius: gr. ουρα oura ‘ogon’; πτερυξ pterux, πτερυγος pterugos ‘płetwa’[5].
- Scutica: łac. scutica ‘bicz’[2]. Gatunek typowy (oryginalne oznaczenie (również monotypowe)): Gymnomuraena nectura Jordan & Gilbert, 1882 (= Gymnomuraena  macrocephalus Bleeker, 1864).

### Podział systematyczny
Do rodzaju należą następujące gatunki:

- Uropterygius alboguttatus Smith, 1962
- Uropterygius concolor Rüppell, 1838
- Uropterygius cyamommatus Huang, Liao & Tan, 2023
- Uropterygius fasciolatus (Regan, 1909)
- Uropterygius fuscoguttatus Schultz, 1953
- Uropterygius genie Randall & Golani, 1995
- Uropterygius golanii McCosker & Smith, 1997
- Uropterygius inornatus Gosline, 1958
- Uropterygius kamar McCosker & Randall, 1977
- Uropterygius macrocephalus (Bleeker, 1864)
- Uropterygius mactanensis Huang, Balisco, Evacitas & Liao, 2023
- Uropterygius macularius (Lesueur, 1825)
- Uropterygius marmoratus (Lacépède, 1803)
- Uropterygius micropterus (Bleeker, 1852)
- Uropterygius nagoensis Hatooka, 1984
- Uropterygius oligospondylus Chen, Randall & Loh, 2008
- Uropterygius polyspilus (Regan, 1909)
- Uropterygius polystictus Myers & Wade, 1941
- Uropterygius supraforatus (Regan, 1909)
- Uropterygius versutus Bussing, 1991
- Uropterygius wheeleri Blach, 1967
- Uropterygius xanthopterus Bleeker, 1859
- Uropterygius xenodontus McCosker & Smith, 1997